# Beatnemzedék
A beatnemzedék az ötvenes és valamelyest a hatvanas évek nonkonformista fiatalságának irodalma, a társadalmi beolvadást, a fogyasztói társadalmat illetve a háborúkat tagadók hangja volt ez. Nem a szakirodalom által egységesen behatárolt irányzatról van szó, mint amilyen a 20. század eleji avantgárdra volt jellemző. Gregory Corso egy nyilatkozatában kijelentette: „Három ember, még nem egy nemzedék”. Ennek a korszaknak a felnövő zenészei, fiataljai már nem csak a zenében, hanem az irodalomban is lázadtak.

## Eredete
Norman Mailer A fehér néger című szociográfiai tanulmányában vezeti le a fekete rabszolgáktól a modern kori pszichózis fő mintapéldányát, a hipstert, aki kizárólag saját élvezetei vezérelte világszemléletet alakít ki - valahol itt gyökerezik a beat. Hozzájárult valószínűleg J. D. Salinger Zabhegyezője, amelyet a beat-irodalom előszelének tartanak.
A beatnemzedéket lehet úgy is említeni, mint egy irodalmi kört, amelynek tagjai Allen Ginsberg, Jack Kerouac, Neal Cassady, William S. Burroughs, Gregory Corso, Lucien Carr, Herbert Huncke, és Peter Orlovsky. Jellemző a beatnikek eklekticizmusára, hogy közülük nem mindannyian voltak irodalmi értelemben működő vagy elismert alakok - ez is bizonyítja, hogy fölösleges kizárólag művészi csoportosulásként számon tartani a társaságot, hiszen Cassady Carr és még páran inkább csak hobók voltak, akik életmódjukkal, eszméikkel, világszemléletükkel hatottak Kerouacra és társaira.
A negyvenes évek elején ismerkedtek meg egymással Columbia Egyetemen, Kerouac szinte összes regényében különböző álneveken feltűnnek. Azon kívül, hogy ivó,- és füvező cimborák voltak, legtöbbször egymás stílusára, írói módszerére is hatással voltak (Kerouacot többek közt Ginsberg is megkérte, hogy foglalja össze a spontán próza gyakorlati módszereit - ezek jelentős hatása tetten érhető Ginsberg és a beatirodalom legkimagaslóbb irányadó versében, megjelent Üvöltésben), mindemellett a szexuális kísérletezés is barátságuk része volt, ugyanúgy, mint a közös utazások, meditációk, zen-buddhizmus.

## Alkotások
Az irányzat fő művei közé tartozik Kerouactól az Úton (1957), Ginsbergtől az Üvöltés (1956) és Burroughstól a Meztelen ebéd (1959). Tevékenységük eredményeként az addigi San Franciscó-i bohém negyed pezsgő kulturális miliőjéből a beat átterjedt Amerika más nagyobb városaira, költőire is, köztük talán a leghíresebbek Lawrence Ferlinghetti és Frank O'Hara.
A beat szó (a latin beatus kifejezésből) és maga a beatnemzedék elnevezés Jack Kerouactól származik, többfajta jelentéssel bír. Leginkább megfáradt, semmirekellő embert jelöl, ugyanakkor használják az üdvözült, boldog szinonimájaként is.

## Hatása az utókorra
Hatásuk igen messzemenő, szinte az össze hatvanas évekbeli rockzenész munkássága, kezdve a The Beatlestől egészen a The Doorsig (és még azután is: King Crimson, Tom Waits stb.) Kerouac többek között ihlette a későbbiekben Bob Dylant, Morrisseyt és Jim Morrisont is.